# Olivares (Sevilla)
Olivares is een gemeente in de Spaanse provincie Sevilla in de regio Andalusië met een oppervlakte van 46 km². In 2007 telde Olivares 9012 inwoners.

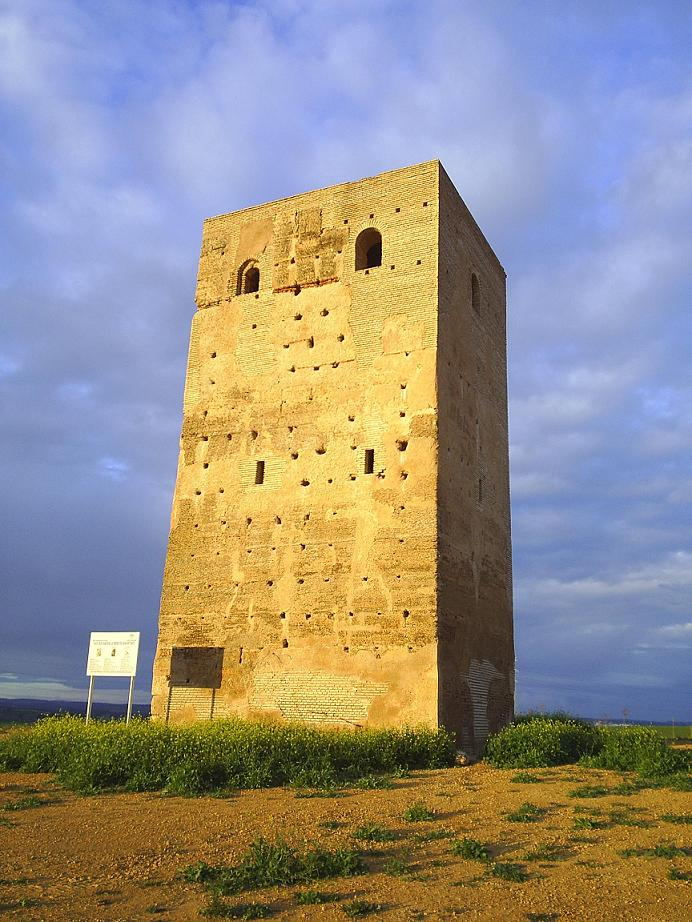
Toren van San Antonio

## Geschiedenis
In de middeleeuwen was Olivares een graafschap. De bekendste graaf was Gaspar de Guzmán y Pimentel (bijgenaamd: Olivares), de voornaamste raadgever van koning Filips IV van Spanje.

## Geboren
- Antonio Cotán (19 september 1995), voetballer
- Juan Miranda (19 januari 2000), voetballer

## Demografische ontwikkeling
Bron: INE; 1857-2011: volkstellingen